# Les Illes Medes (Garreta)

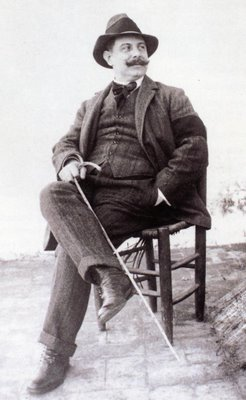
Fotografia del compositor Juli Garreta

Les Illes Medes és una obra simfònica del compositor Juli Garreta. Es va estrenar el 1923 al Palau de la Música Catalana sota la direcció de Pau Casals.
La transcendència del compositor català Juli Garreta es deu principalment a la seva dedicació a la composició de sardanes, però, la seva obra orquestral, mereix una especial atenció.
No cal escoltar gaires compassos de Les illes Medes per adonar-se que, fins en aquell moment, poquíssims autors catalans havien gosat afrontar d'aquella manera tan “straussiana” una partitura per a gran orquestra. Encara que no es tracta d'una obra programàtica, és evident la intenció del compositor de descriure de manera poètica un moment particular d'un paisatge natural de les Illes Medes, situades a la Costa Brava, davant l'Estartit, és descrit durant uns vint minuts de música de forma apassionada: la calma de la mar, però també la seva fúria; la suau brisa i l'enèrgica tramuntana, la terra, el fons marí, les aus, els peixos... Si coneixem el paratge, tot allò que en puguem recordar ho trobarem en un compàs o altre.
Les partitures d'aquesta obra simfònica, es pot consultar a la biblioteca de l'Orfeó Català.

## Context històric
Va ser una de les estrenes amb més ressò de les que va realitzar l'Orquestra Pau Casals. Tot i que havia estat anunciada per l'any anterior, amb aquest títol, la partitura acabada no es va sentir fins al 18 d'octubre de 1923, en el segon concert de la sèrie de tardor, i duia el subtítol «Visió musical» suggerit per Joaquim Pena.
Ja aleshores, el programa de mà explicava la narració d'una excursió per diversos indrets de la costa baix-empordanesa, que hauria estat la gènesi d'aquesta composició.
L'Orquestra Pau Casals va interpretar-la també a Girona el 30 d'octubre d'aquell any. Tot i l'èxit inicial, no va ser interpretada gaire sovint. Sembla que l'autor ja no va poder-la sentir més cops en vida, ja que la següent notícia correspon als concerts commemoratius del maig de 1926, on va ser obra destacada. A més, l'Orquestra Pau Casals ja no va tocar-la més fins al 18 d'octubre de 1931, interpretació a la qual va seguir mig segle d'absència, fins a l'any 1981.

## Cartes entre Juli Garreta, Pau Casals i Joaquim Pena[2]
Cartes que mostren la relació entre Garreta, Pau Casals i Joaquim Pena a principis de la dècada de 1920. Les dues es conserven a l'Arxiu Nacional de Catalunya. La primera carta explica un dels motius pels quals l'estrena de Les illes Medes va haver de posposar-se un any. La darrera és una postal signada conjuntament per Pena i Garreta des de Sant Feliu de Guíxols. Tanca el periple de Les illes Medes amb el lliurament de la partitura al secretari de l'Orquestra Pau Casals.
Sant Feliu de Guíxols 10-1922
Sr. en Pau Casals
Estimat i distingit amic: Acabo de rebrer el seu telefonema i ab sentiment dec dirli que no puc complaurel puig a causa de la malaltia i mort de la meva estimada mare he estat temps sense trevallar i ara estic acabant una sonata per a piano que la presentare a un concurs així doncs tan punt acabi dita sonata trevallare de ferm a l'obra =Illas Medas=.
Avans de tirarla al Concurs (la Sonata) li enviare i com ja pot suposar li agraire moltisim me digui lo que li sembli.
Moltisims recorts a la seva Senyora com també a la seva mamá y germans i voste disposi sempre del seu bon amic
Juli Garreta.
8 de setembre de 1923
Ja tinc Les Illes Medes! Ja he vist Les Illes Medes! Unes i altres m'han entusiasmat. Acabém de fer amb en Garreta una excursió sublim per terra i mar, que vosté deurà fer aviat si vol fruir de bò. Aquí l'esperem frisosos i no s'enpenedirà. Una abraçada.
[Joaquim] Pena
una forta abrassada
Juli [Garreta]

## Alguns dels primers concerts
18-10-1923, 28-10-1923, 30-10-1923, 20-5-1926, 30-5-1926, 18-10-1931.
Un dels últims concerts programats de l'obra simfònica, Illes Medes, fou dins el 25è Concert de Clausura, a L'Auditori de Barcelona Sala 1/Pau Casals, per l'Orquestra Simfònica de Barcelona i Nacional de Catalunya (OBC), dirigida per Pablo González, els dies 31 de maig, 1 i 2 de juny del 2013.

## Enregistraments
Orquestra Simfònica de Barcelona i Nacional de Catalunya dirigida per Salvador Brotons (Catalunya Ràdio, 1995).
Orquestra Simfònica de Barcelona i Nacional de Catalunya dirigida per Miquel Ortega (Enregistrament fet a l'Auditori de Barcelona, 21-23 de juny 2011. Tritó, DL 2011). D'aquest enregistrament, en fa una extensiva anàlisi de l'obra, el programa Guia d'orquestra, de Catalunya Ràdio.

## Edicions impreses
Dinsic (2007), Tritó (2011).